# Ehmen-Mörse

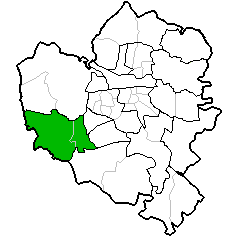
Lage im Stadtgebiet Wolfsburg

Ehmen-Mörse ist eine Ortschaft der Stadt Wolfsburg. Zu ihr gehören die Stadtteile Ehmen (im Westen) und Mörse (im Osten).
Die Ortschaft Ehmen-Mörse wurde nach einer am 1. Juli 1972 vollzogenen Kreisreform zur kommunalen Neugliederung Niedersachsens, nach Umgliederung der vorher selbständigen Gemeinden Ehmen und Mörse aus dem Landkreis Gifhorn in die Stadt Wolfsburg, gebildet.

## Politik
Ortsbürgermeister ist Peter Kassel (CDU).